# Demonax rouyeri
Demonax rouyeri är en skalbaggsart som beskrevs av Maurice Pic 1925. Demonax rouyeri ingår i släktet Demonax och familjen långhorningar. Inga underarter finns listade i Catalogue of Life.